# Pastor Dohms Schule
Die Pastor Dohms Schule in Porto Alegre im Bundesstaat Rio Grande do Sul, Brasilien, wurde 1931 von Bewohnern des Higienópolis-Viertels mit Hilfe der Evangelischen Gemeinschaft vom deutschen Konsulat und einigen wichtigen Unternehmen gegründet.

## Geschichte
Bei ihrer Gründung lag die Schule in der Dom Pedro II Straße und wurde Deutsche Evangelische Gemeindeschule genannt. Sie begann ihren Unterricht mit nur neun Schülern.
Im Dezember 1935 zog die Schule in ein Gebäude der Sogipa um. Ein Jahr später übernahm die Kirche die Schule und die Institution wurde Martin Luther Schule genannt.
Wegen des Fortschreitens des Nationalismus wurde die Schule 1938 geschlossen. Unter dem Namen Colégio Martin Lutero wurde sie ein Jahr später wieder geöffnet. 1946 wurde sie als Escola Particular D. Pedro I neu eröffnet.
Im Jahr 1975 wurde eine 9. bis 11. Klasse eingeführt. Deswegen wurde ihr Name in Escola de 1º. e 2º. Graus Pastor Dohms umbenannt.
Der zweisprachige Zweig (Deutsch und Portugiesisch) wurde 1991 eingeführt. Die erste Klasse, die Deutsch als Zweitsprache gelernt hat, absolvierte die Schule im Jahr 2001. Sie erreichte das 
DSD II, eine Prüfung, mit der man in einer deutschen Universität studieren darf, ohne eine zusätzliche Sprachprüfung zu machen.
Seit dem Jahr 1998 wurde die Schule wegen einer neuen Gesetzgebung für Schulen Colégio Pastor Dohms genannt. Vier Jahre später wurde eine neue Einheit gebaut, die Unidade de Ensino Lindóia, und der Name wurde zu Centro de Ensino Médio Pastor Dohms. Im Jahr 2002 lernten 2050 Schüler in den zwei Einheiten.
Seitdem gibt es auch die Einheit Capão da Canoa und seit 2007 die Einheiten Camaquã und Zona Sul.

## Sprachunterricht
An der Pastor Dohms Schule werden fünf Sprachen gelehrt
- Deutsch
- Englisch
- Spanisch
- Portugiesisch
- Französisch

Bei den Projekten Sprache (Englisch, Deutsch und Spanisch) gibt es einmal pro Woche zwei Stunden Sprachunterricht pro Tag. Die Projekte dauern etwa 20 Stunden.

### Deutsch
Es gibt einen zweisprachigen Zweig, in dem man Deutsch und Portugiesisch bereits ab dem Kindergarten lernt. Außerdem gibt es den normalen Zweig, in dem man erst ab der dritten Klasse Deutsch lernt. Ab der fünften Klasse können die Schüler Pro-Deutsch machen. In beiden Zweigen machen die Schüler die ZDP (Zentrale Deutsch Prüfung) A1+ und A, DSD (Deutsches Sprachdiplom) Stufe I und II. Es werden Austauschreisen nach Deutschland angeboten. Im zweisprachigen Zweig machen die Schüler DSD Stufe I und II. Gute Pro-Deutsch Schüler können auch DSD machen.

### Englisch
An der Pastor Dohms Schule lernt man Englisch ab der fünften Klasse. Es werden auch Austauschreisen nach Kanada angeboten, wo man nicht nur Englisch, sondern auch Französisch lernen kann. In der Sekundarstufe gibt es auch Pro-Englisch.

### Spanisch
Ab der neunten Klasse wird Spanischunterricht angeboten.

### Portugiesisch
Natürlich lernt man auch Portugiesisch ab dem Kindergarten.

### Französisch
Man kann in außerlehrplanmäßigen Schulprojekten auch Französisch lernen.

### Organisation im zweisprachigen Zweig (Deutsch)
Bereits im Kindergarten beginnen die Kinder auf deutsch zu denken. Mit Zeichen- und Farbbeziehungen lernen sie einen neuen Wortschatz kennen und mit leichten Liedern können sie schon kleine deutsche Sätze sprechen. Die Lehrerinnen erzählen kleine deutsche Geschichten und benutzen auch Gegenstände wie z. B. Obst und Spielzeuge, damit die Schüler sich den Wortschatz leichter merken können.
In der dritten und vierten Klasse gibt es deutsche Fächer wie Mathematik, Erdkunde und Malen. Die Kinder können auch andere Aktivitäten machen, u. a. deutsches Theater, Lesennacht (eine Nacht, in der die Schüler in der Schule schlafen, um deutsche Geschichte und andere Kinder kennenzulernen) und ein typisches deutsches Frühstück.
Ab der fünften Klasse haben die Schüler zwei Deutschlehrer, einen für Deutsch und einen anderen für Fächer auf Deutsch. Im nächsten Jahr lernen sie für eine Prüfung, die Zentrale Deutschprüfung A1+ (ZDP A1 +).
Die Schüler machen in der neunten Klasse die Prüfung und den Lesewettbewerb für das Deutsche Sprachdiplom, Stufe I (DSD I). Dabei werden die Schüler in Grammatik, Textverständnis, Textproduktion und mündlich geprüft. In der zehnten Klasse bereiten sie sich für die DSD II Prüfung vor, die in der UNISINOS gemacht wird, und danach die ZDP A Prüfung. Wer das DSD II bestanden hat, kann in Deutschland studieren. Nur wer das DSD I bestanden hat, kann das DSD II ablegen. Es gibt zwei Chancen für beide Prüfungen. Es gibt auch noch einen Lesewettbewerb in der elften Klasse. In der Sekundarstufe haben die Schüler manchmal Unterricht bei deutschen Lehrern.

## Austausch
Wenn die Schüler in der Sekundarstufe sind, können sie an einem Austausch nach Kanada oder nach Deutschland teilnehmen. Die Reisen finden im Januar/Februar statt, aber wegen der DSD I Prüfung in der neunten Klasse, fährt der zweisprachige Zweig in der achten Klasse im Juni/Juli nach Deutschland. In jeden Austausch wohnen die Schüler bei Gastfamilien.
In Kanada wohnen alle, Schüler und die zwei Begleitlehrer, in Montréal, einer sehr sicheren Stadt mit einem sehr guten U-Bahn-System. In Montréal leben viele verschiedene Kulturen zusammen, und es ist eine zweisprachige Stadt. Der französische Teil ist sehr stark vertreten, man sieht mehr Werbung auf Französisch als auf Englisch, aber in der Familie und im Centre Linguista wird nur Englisch gesprochen.
In Deutschland wohnen die Schüler in verschiedenen kleinen Städten. Bevor sie zu den Gastfamilien gehen, gibt es eine Busreise nach Frankreich, in die Niederlande, nach Berlin und München. Die Schüler können andere Städte mit der Bahn kennenlernen. Meistens reisen sie im Dezember und kommen im Februar zurück.
Es gibt ein Projekt aus dem Fachbereich Spanisch für einen Austausch nach Montevideo.
Im zweisprachigen Zweig gibt es eine Busreise nach Berlin, München, Rothenburg am Neckar, Tübingen, Stuttgart, Dresden und zur Zugspitze, wo die Schüler in Jugendherbergen wohnen, bevor sie zu ihren Gastfamilien in kleineren Städten fahren.

## Projekte
Es gibt verschiedene Projekte wie Tanzen, Chor, Französisch, Italienisch, Fotografieren und Malen als Wahlpflichtfächer zur Ergänzung des regulären Unterrichtes.
Zum Beispiel können die Schüler seit 2001 an einem Chor-Projekt teilnehmen. Der Chor trifft sich dienstags um 6 Uhr in der Schule. Das Repertoire sind zum Großteil MPB Lieder, aber die Teilnehmer können andere Musik vorschlagen. Jeder kann teilnehmen, es gibt keine „Stimmprüfung“. Die Gruppe geht jedes Jahr auf ein Festival, das „ENCORSE“, wo sie anderen Darstellungen sehen und sich präsentieren. 2005 hat die Gruppe eine Reise nach Rio de Janeiro gemacht.